# Géza Varasdi
Géza Varasdi (ur. 6 lutego 1928 w Budapeszcie, zm. 4 maja 2022 w Point Lonsdale) – węgierski lekkoatleta (sprinter), medalista olimpijski z 1952 i mistrz Europy z 1954.
Zdobył brązowy medal w sztafecie 4 × 100 metrów na igrzyskach olimpijskich w 1952 w Helsinkach. Sztafeta węgierska biegła w składzie: László Zarándi, Varasdi, György Csányi i Béla Goldoványi.
Na mistrzostwach Europy w 1954 w Bernie sztafeta węgierska w tym samym składzie zwyciężyła w biegu rozstawnym 4 × 100 metrów. Varasdi wystąpił na igrzyskach olimpijskich w 1956 w Melbourne w biegu na 100 metrów, w którym odpadł w eliminacjach, a sztafeta 4 × 100 metrów w składzie: Sándor Jakabfy, Varasdi, Csányi i Goldoványi odpadła w półfinale.
Varasdi był mistrzem Węgier w biegu na 100 metrów w 1951 i 1956. Był trzykrotnym rekordzistą Węgier w sztafecie 4 × 100 metrów, doprowadzając go do wyniku 40,5 s (27 lipca 1952 w Helsinkach).
Po igrzyskach olimpijskich w 1956 pozostał w Australii. Praktykował tam jako lekarz.